# Siboglinum pinnulatum
Siboglinum pinnulatum är en ringmaskart som beskrevs av Ivanov 1960. Siboglinum pinnulatum ingår i släktet Siboglinum och familjen skäggmaskar. Inga underarter finns listade i Catalogue of Life.